# Aitizaz Hasan
Aitzaz Hasan Bangash, née en 1997 ou le 7 janvier 1999 à Khyber Pakhtunkhwa et mort le 6 janvier 2014 dans le district de Hangu, est un étudiant pakistanais mort alors qu'il empêchait un kamikaze d'entrer dans une école du village de Hangu. Plus de 2 000 étudiants assistaient aux cours au moment de l'incident. L'institut a ensuite été rebaptisé Aitzaz Hasan Shaheed High School. L'anniversaire de sa mort est célébré chaque année dans tout le Pakistan le 6 janvier,,. Sa vie est retracée par le film biographique Salute.
L'effort réussi d'Aitzaz pour sauver ses camarades de classe a conquis le cœur de la nation, et il a été salué comme un Shaheed et un héros national. Plus tard, le gouvernement pakistanais lui a décerné à titre posthume la Sitara-e-Shujaat (Étoile de la bravoure),,. Il a été nommé Personnalité de l'année 2014 par le Herald.

## Biographie
Aitzaz Hasan est né dans une famille pachtoune Bangash de Hangu, son père est Mujahid Ali, qui se trouvait aux Émirats arabes unis au moment de l'attaque. Il était courant pour les hommes de cette région pauvre de partir à l’étranger, y compris dans la région du Golfe, pour subvenir aux besoins de leur famille,. L'adolescent était connu pour critiquer ouvertement les groupes radicaux armés,.

## Mort
Le 6 janvier 2014, Aitzaz se trouvait devant le portail de son lycée public, Ibrahimzai, à Hangu, avec deux autres camarades de classe. Aitzaz n'avait pas été autorisé à assister à l'assemblée du matin en raison de son retard ce jour-là. Selon un récit, à peu près à ce moment-là, un homme de 20 à 25 ans s'est approché de la porte et a déclaré qu'il était là pour « être admis ». L'un des étudiants a remarqué un détonateur sur le gilet de l'homme, sur quoi les camarades de classe d'Aitzaz ont couru à l'intérieur, probablement pour donner l'alerte, tandis qu'Aitzaz affrontait le kamikaze, qui a alors fait exploser son gilet.
Selon d’autres témoignages, Aitzaz se rendait à l’école lorsqu’il a repéré une personne suspecte. Quand Aitzaz a essayé de l'arrêter, il a commencé à marcher plus vite vers l'école. Pour tenter d'arrêter le kamikaze, Aitzaz a lancé une pierre qui n'a pas réussi à l'atteindre. Aitzaz a alors couru vers la personne et l'a serrée dans ses bras, ce qui a incité le kamikaze à faire exploser son gilet rempli d'explosifs,. Aitzaz est décédé sur le coup. Aucun autre étudiant n'a été blessé.

## Conséquences
Le père d'Aitzaz a déclaré que son fils avait fait un sacrifice pour sauver la vie d'autres personnes : « Mon fils a fait pleurer sa mère, mais il a sauvé des centaines de mères des pleurs de leurs enfants. ». Des dizaines de personnes ont assisté à ses funérailles pour lui rendre hommage. Une couronne de fleurs a été déposée sur la tombe d'Aitzaz Hasan au nom du chef de l'armée pakistanaise. L'histoire d'Aitzaz a suscité une vague d'émotion à la télévision et sur les réseaux sociaux, où le hashtag #onemillionaitzazs était très en vogue sur Twitter.
Le groupe Lashkar-e-Jhangvi a revendiqué la responsabilité de l'attaque.
Le ministre de l'Information de la province de Khyber Pakhtunkhwa, Shah Farman, a déclaré qu'Aitzaz était un « véritable héros et le vrai visage du peuple de Khyber Pakhtunkhwa ».
Le chef d'état-major de l'armée pakistanaise, le général Raheel Sharif, a déclaré qu'Aitzaz Hasan était « un héros national, qui a sacrifié son présent pour notre avenir »,.
Malala Yousafzai, une autre adolescente pakistanaise de premier plan et militante pour l'éducation, lauréate du prix Nobel de la paix en 2014, a décrit Aitzaz comme un homme « courageux et brave » et a déclaré que « sa bravoure ne doit jamais être oubliée ».
Le Jamiat Ulema-e-Islam (F), dirigé par Fazal-ur-Rehman, a décrit Aitzaz comme un « moudjahid » et a déclaré qu'il « est un symbole de la résistance contre le terrorisme ».
Le 12 janvier 2014, le gouvernement pakistanais a annoncé la création du Fonds Aitizaz Hasan, un fonds fiduciaire pour la famille d'Aitzaz. Le 14 janvier, les représentants du gouvernement provincial ont annoncé une aide de 5 millions de roupies pour la famille de l'adolescent et ont rebaptisé son école Aitzaz Hasan Shaheed High School.
Une auberge construite au Collège EME porte son nom.

## Culture populaire
- Salute, un film biographique pakistanais de 2016 réalisé, écrit et produit par Shahzad Rafique, et mettant en vedette Ali Mohtesham dans le rôle d'Aitzaz Hasan[22].

## Prix et distinctions
De nombreuses personnes ont exigé que le Nishan-e-Haider, ou une récompense similaire, soit décerné à Aitzaz Hasan à titre posthume. Le bureau du Premier ministre pakistanais Nawaz Sharif a alors recommandé au président Mamnoon Husain de décerner à Aitzaz Hasan la haute distinction civile Sitara-e-Shujaat (Étoile de la bravoure). Le prix a été reçu par la famille de Hasan le 23 mars, lors de la fête nationale du Pakistan .Le 12 janvier 2014, la Commission internationale des droits de l’homme (CIRH) a décerné à Hasan un prix international de bravoure.
Aitzaz a été nommé Personnalité de l'année 2014 par le Herald. Le projet annuel Personnalité de l'année du Herald vise à récompenser les individus au Pakistan qui ont eu une profonde influence sur l'actualité et qui ont incarné, pour le meilleur ou pour le pire, ce qui était important dans l'année. Hasan, dont le sacrifice a pris une ampleur encore plus grande après l'attaque du 16 décembre contre l'école publique militaire de Peshawar, est sorti vainqueur d'un processus de vote à trois qui comprenait un vote en ligne, un vote par correspondance et la contribution d'un panel de 10 éminents Pakistanais. Dans le prochain numéro annuel du Herald, Yousafzai, personnalité de l'année 2014 du Herald, rend hommage à Hasan en écrivant : « Notre pays a la chance d'avoir des gens courageux. L'histoire d'Aitzaz Hasan reflète leur confiance, leur courage et leur bravoure. »